# Heterops duvali
Heterops duvali là một loài bọ cánh cứng trong họ Cerambycidae.